# Evangelische Kirche (Oberwetz)

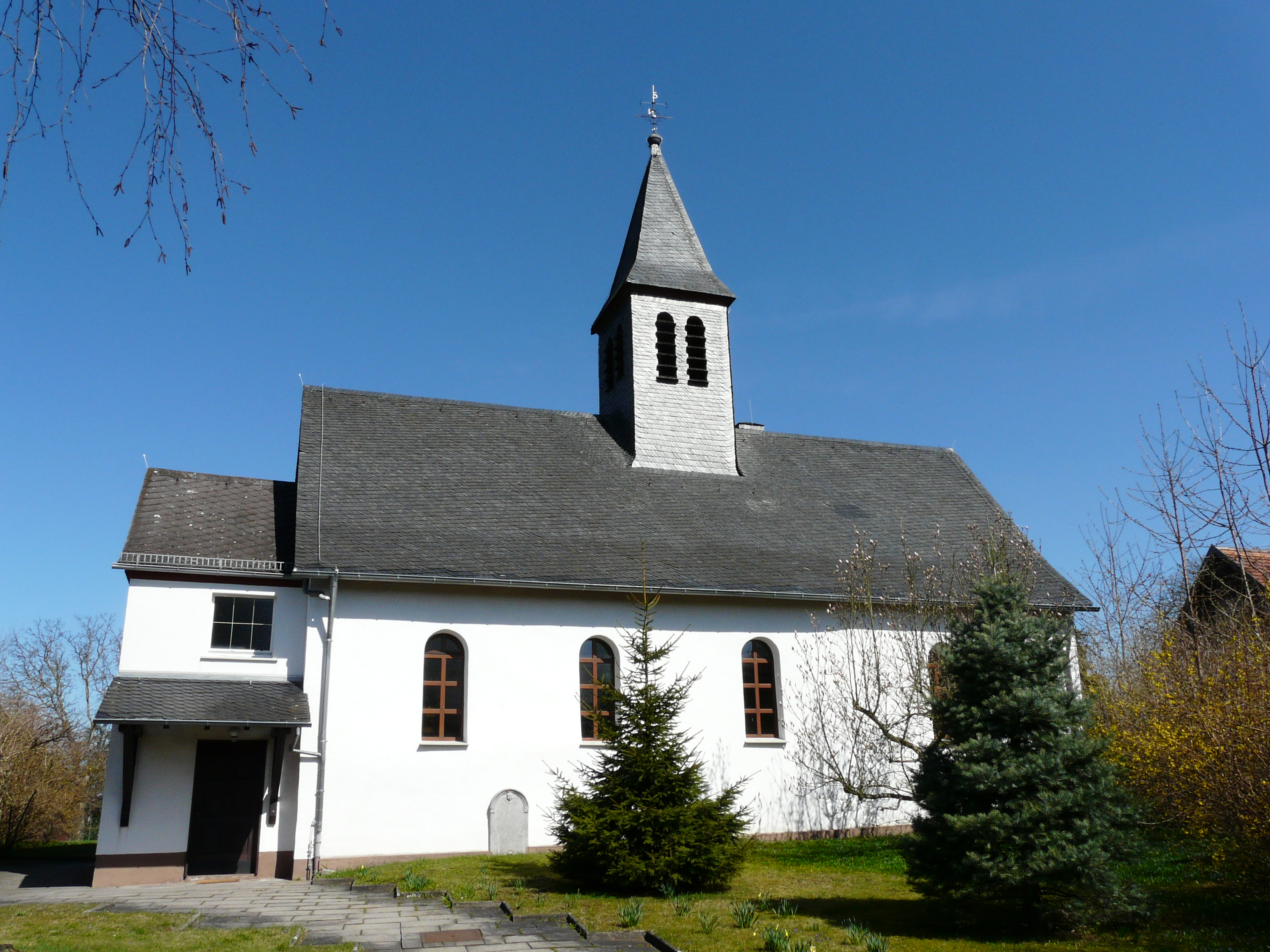
Kirche in Oberwetz

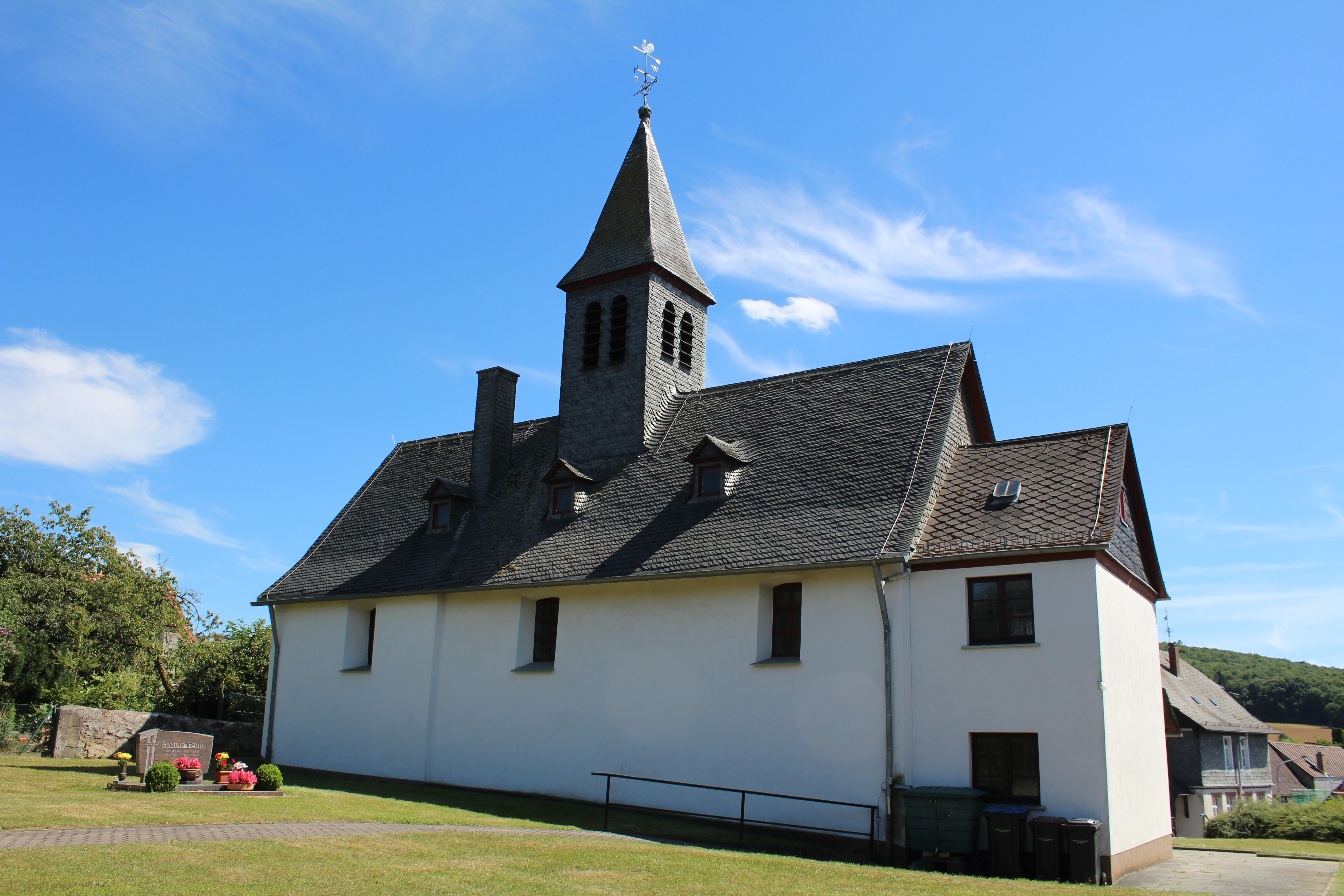
Ansicht von Norden

Die Evangelische Kirche im mittelhessischen Oberwetz in der Gemeinde Schöffengrund ist eine barocke Saalkirche aus dem 17. Jahrhundert, die im Kern aus spätmittelalterlicher Zeit stammt. Sie hat einen Rechteckchor und einen Dachreiter. Das Gebäude ist aufgrund seiner geschichtlichen und städtebaulichen Bedeutung hessisches Kulturdenkmal.

## Geschichte
Oberwetz wird 832 im Lorscher Codex als „Wetiffa“ bezeichnet, was sich auf Ober- und Niederwetz sowie den Wetzbach beziehen kann. Im Jahr 1261 ist eine Kirche, die Johannes dem Täufer geweiht war, und 1298 eine Pfarrei im Sendort Oberwetz nachgewiesen. Der Ort gehörte im Mittelalter zum Archipresbyterat Wetzlar im Archidiakonat St. Lubentius Dietkirchen in der Erzdiözese Trier.
Die Reformation wurde wohl unter Pfarrer Maximilian Fabri (1527–1568) eingeführt. Die Kirchengemeinde wechselte 1582 unter Graf Konrad von Solms-Braunfels zum reformierten Bekenntnis. Während des Dreißigjährigen Krieges wurde der Ort unter den Spaniern für einige Jahre wieder katholisch (1626–1632), bis die Schweden die Rückkehr zum evangelisch-reformierten Glauben ermöglichten. Oberquembach war in nachreformatorischer Zeit bis 1717 Filial von Oberwetz und wurde dann zusammen mit Niederquembach zur selbstständigen Pfarrei erhoben. Im Jahr 2019 wurden im Chorraum und der Vorbau mit roten Sandsteinplatten verlegt, die Beleuchtung erneuert und die Farben des Kircheninventars aufgefrischt. 
Die Kirchengemeinde Schöffengrund ist evangelisch-reformiert und umfasst die Orte Niederquembach, Oberquembach und Oberwetz. Sie gehört heute zum Evangelischen Kirchenkreis an Lahn und Dill in der Evangelischen Kirche im Rheinland.

## Architektur

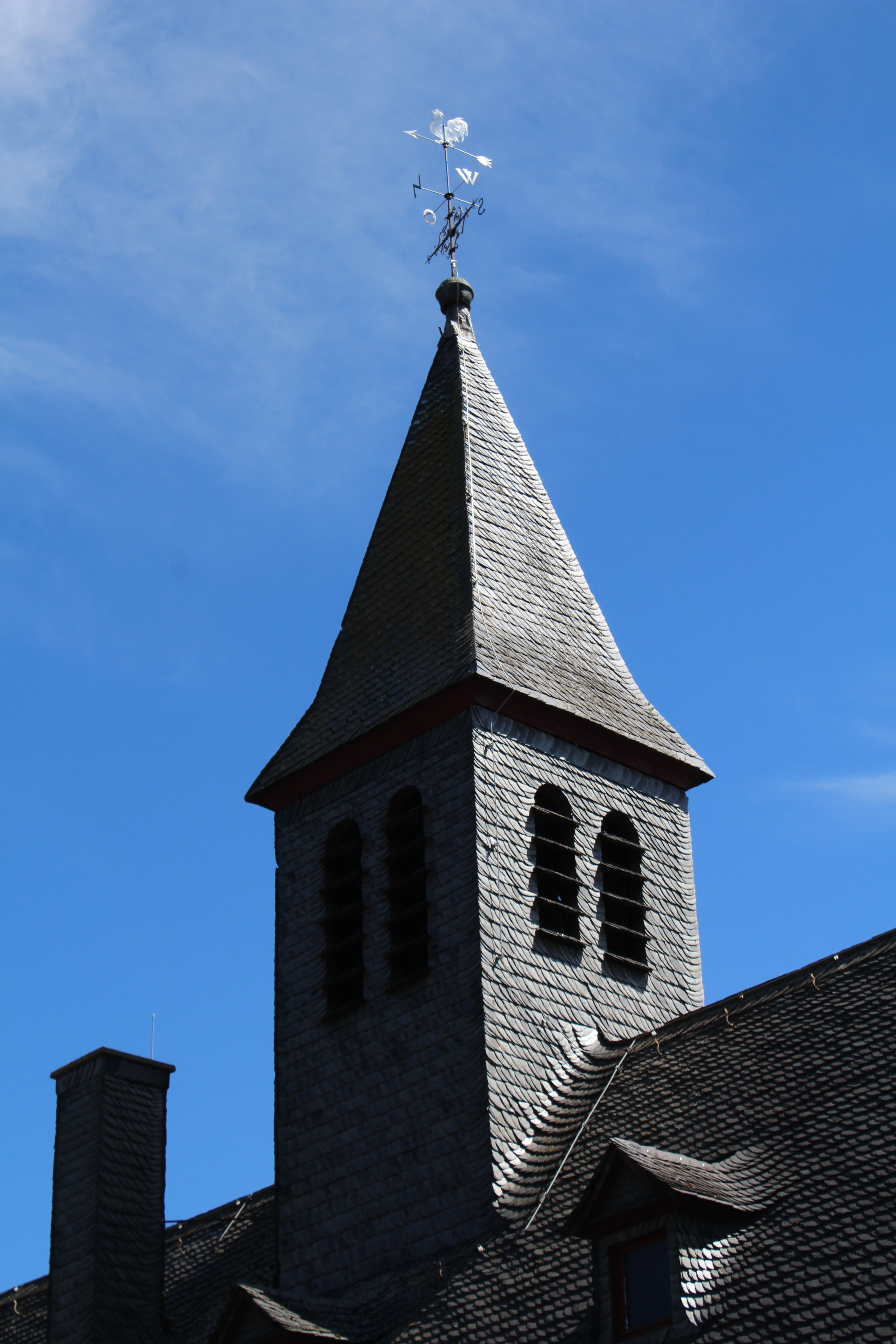
Dachreiter

Der geostete, weiß verputzte Saalbau mit rechteckigem Ostschluss ist nördlich des alten Ortszentrums errichtet. Von außen hebt sich der viereckige Chorraum nur durch einen Mauervorsprung an der Nordseite ab. Im Inneren öffnet ein großer Rundbogen den Chor zum Schiff. Der Innenraum wird an der Südseite durch vier große Rundbogenfenster und an der Nordseite durch drei kleine Rechteckfenster belichtet. Die Ostseite ist fensterlos. Der westliche Vorbau ist jüngeren Datums und dient als Eingangsbereich. Er hat ein Satteldach und kleines Vordach über der hochrechteckigen Eingangstür an der Südseite. Gegenüber dem Schiff ist er niedrigerer und eingezogen. Außen an der Südwand ist ein grauer Grabstein mit einem geflügelten Engelkopf im Rundbogenfeld aufgestellt.
Dem verschindelten Satteldach sind an der Nordseite drei kleine Gauben und mittig ein schlanker, verschindelter Dachreiter aufgesetzt. In den quaderförmigen Schaft sind die Schallöffnungen für das Geläut eingelassen. Der vierseitige Spitzhelm wird von einem Turmknauf, einem verzierten Kreuz und einem Windrichtungsanzeiger bekrönt.

## Ausstattung

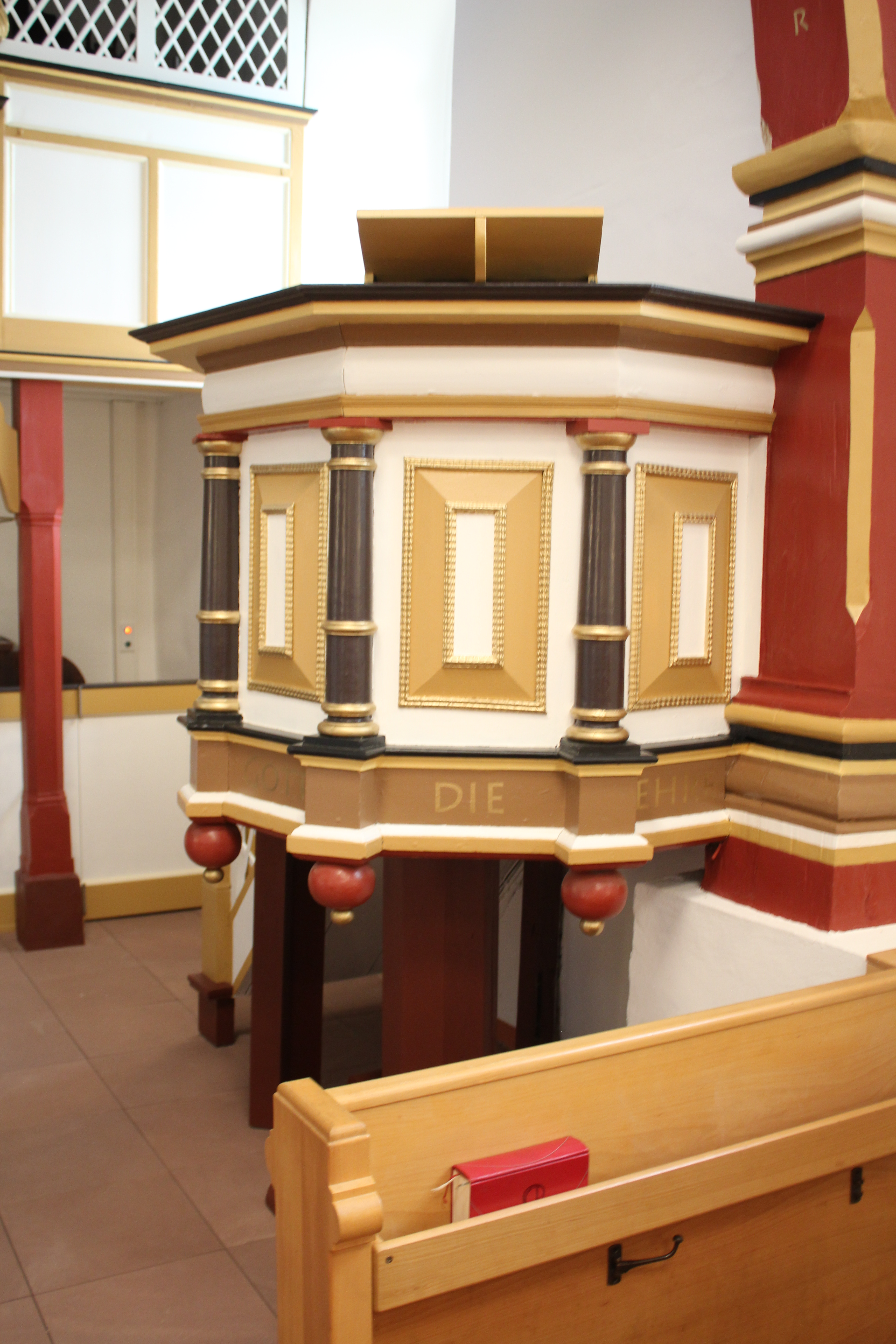
Kanzel (um 1700)

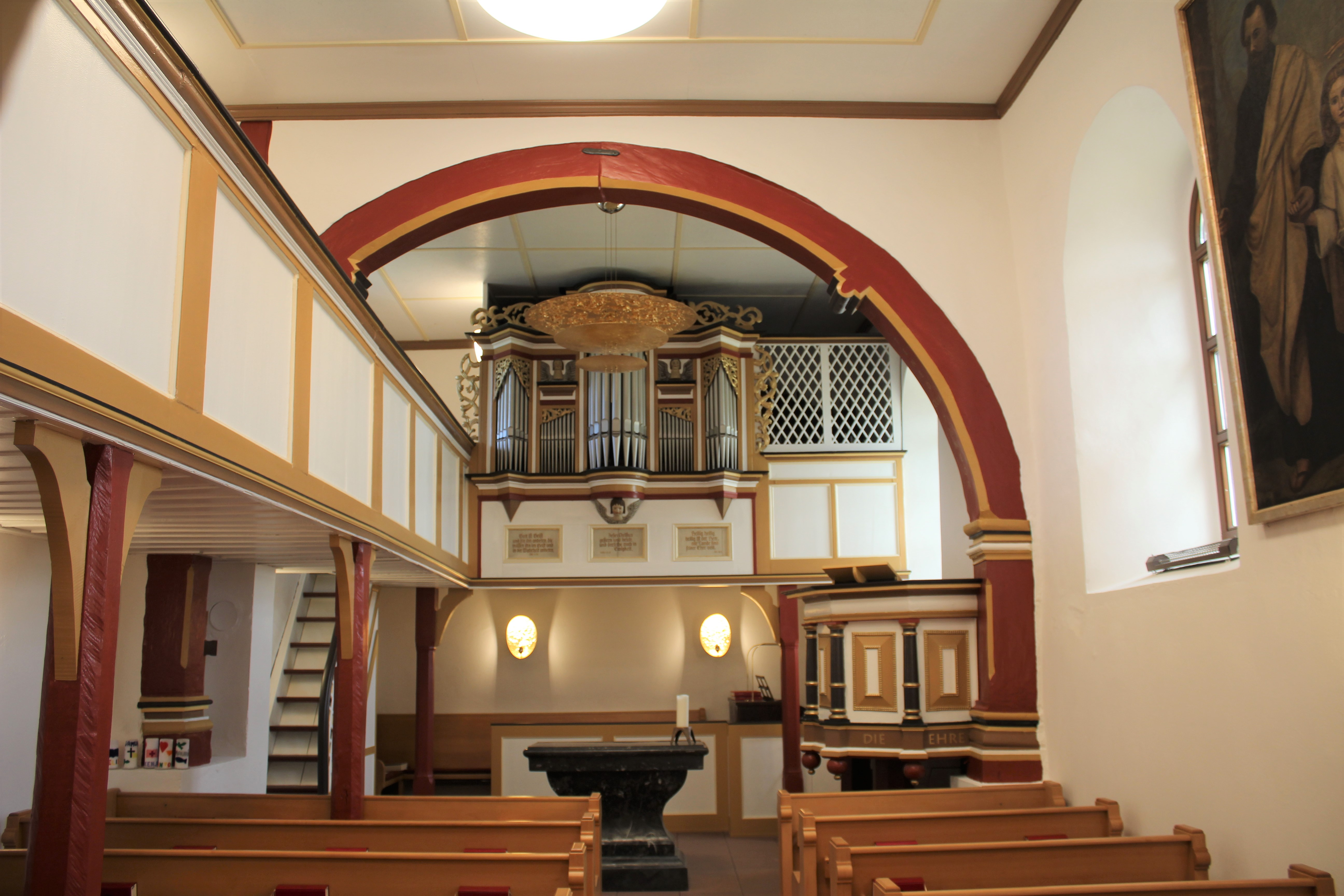
Blick Richtung Osten

Die Kirchenausstattung wird einheitlich durch die Farben Rot, Ocker und Weiß beherrscht. Im Inneren ruht die Flachdecke auf dem runden Chorbogen in roter Fassung mit ockerfarbenen Profilen und hölzernen Wandpfeilern. Durch den Bogen wird die Nordempore geführt. Die Empore ruht auf roten Holzpfosten mit ockerfarbenen Bügen und hat eine ockerfarbene Brüstung mit weißen, querrechteckigen Füllungen. Die schmale Westempore trägt in den Füllungen die Bibelverse „WO BIST DU? 1. Mose 3“ und „WO IST DEIN BRUDER? 1. Mose 4“. Die östliche Chorempore dient als Aufstellungsort für die Orgel.
Die hölzerne polygonale Kanzel aus der Zeit um 1700 ist an der Südseite des Chorbogens aufgestellt. Kannelierte Dreiviertelsäulen auf vorkragenden Podesten gliedern die Kanzelfelder, die hochrechteckige Kassettierungen aufweisen. Der untere Fries trägt die umlaufende Inschrift: „ALLEIN GOTT DIE EHRE“. Ebenfalls bauzeitlich ist der Blockaltar aus schwarzem Lahnmarmor. Erhalten ist ein Ölgemälde von 1877 an der Südwand vor dem Chorbogen, das die Darstellung Christi zeigt. Der Fußboden im Vorraum und im Chorraum ist mit Platten aus rotem Sandstein belegt. Im Kirchenschiff ist ein Hirnholz-Parkett aus Tanne und Fichte verlegt. Das schlichte Kirchengestühl hat geschwungene Wangen.

## Orgel

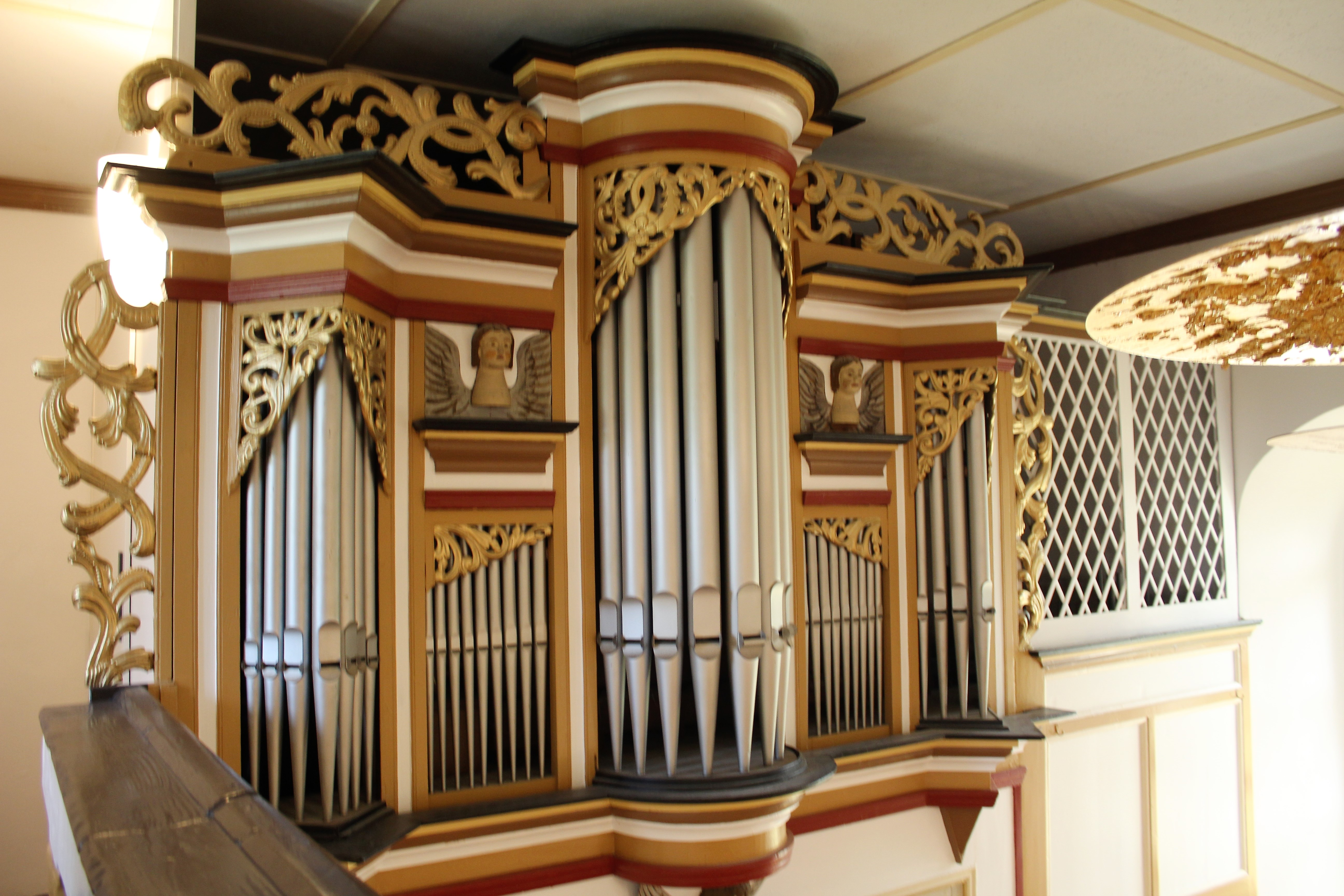
Historischer Orgelprospekt von 1800

Im Jahr 1701 errichtete ein unbekannter Orgelbauer eine neue Orgel. Friedrich Dreuth baute 1798–1800 ein seitenspieliges Instrument, das über zehn Register auf einem Manual und Pedal verfügte. Der fünfachsige Prospekt hat einen überhöhten runden Mittelturm und außen zwei Spitztürme. Die überleitenden Pfeifenflachfelder haben Kämpferleisten, über denen ein geflügelter Engelskopf angebracht ist. Ein profiliertes Kranzgesims wird bis zum Mittelturm durchgezogen. Das untere Gesims hat unter den drei Türmen Konsolen, deren mittlere von einem geflügelten Engelskopf gestützt wird. Durchbrochenes Rankenwerk bildet die seitlichen Blindflügel und den bekrönenden Gehäuseaufbau. Orgelbau Friedrich Weigle ersetzte das Innenwerk 1930 unter Einbeziehung des historischen Barockprospekts. Später wurde ein freistehender Spieltisch unter der Orgelempore aufgestellt und die pneumatische Traktur  elektrifiziert. Nach einem Umbau durch Orgelbau Hardt lautet die Disposition mit sieben Registern wie folgt:
| I Manual C–f3 |    |
| Prinzipal     | 8′ |
| Gedackt       | 8′ |
| Octave        | 4′ |

| II Manual C–f3 |       |
| Salicional     | 8′    |
| Flöte          | 4′    |
| Mixtur         | 2 ⁄3′ |

| Pedal C–d1 |     |
| Subbass    | 16′ |

- Koppeln: II/I, I/P, II/P

## Geläut
Der Dachreiter beherbergt zwei spätmittelalterliche Glocken. Die Haube der Johannes-Glocke ist durchbohrt, auf der Innenseite finden sich Schleifspuren einer neuzeitlichen Nachstimmung.
| Nr. | Name     | Gussjahr | Gießer       | Gewicht | Durchmesser | Schlagton | Inschrift                                                                         | Bild |
| --- | -------- | -------- | ------------ | ------- | ----------- | --------- | --------------------------------------------------------------------------------- | ---- |
| 1   | Johannes | 1494     | unbezeichnet |         | 635 mm      | e′′       |                                                                                   |      |
| 2   | Christus | 15. Jhd. | unbezeichnet |         | 600 mm      | f′′       | „C O S O V O G S O V A…“ (unleserlich), Relief des Gekreuzigten ohne Kreuz [sic]. |      |